# BMW X4
La BMW X4 è un'autovettura crossover SUV di Segmento D prodotta a partire dal 2014 dalla casa automobilistica tedesca BMW. Attualmente è in produzione la seconda generazione di tale modello.

## Storia
Con il lancio della X4, la BMW estese nel 2014 il concetto di "SUV-coupé", oppure SAC (Sports Activity Coupé) come veniva denominato dagli uomini del marketing BMW, anche alla fascia medio-alta, dopo il clamore suscitato dalla più grande X6, lanciata nel 2008.Da quest'ultima vennero ripresi i principali temi stilistici e d'impostazione della carrozzeria, tra cui spiccava il padiglione più basso e più spiovente nella parte posteriore. Tali temi, ben evidenti nella prima generazione della X4, vennero sostanzialmente confermati anche nel modello successivo, benché dal punto di vista tecnico si trattasse di una vettura completamente diversa dalla generazione precedente.

### BMW X4 Concept

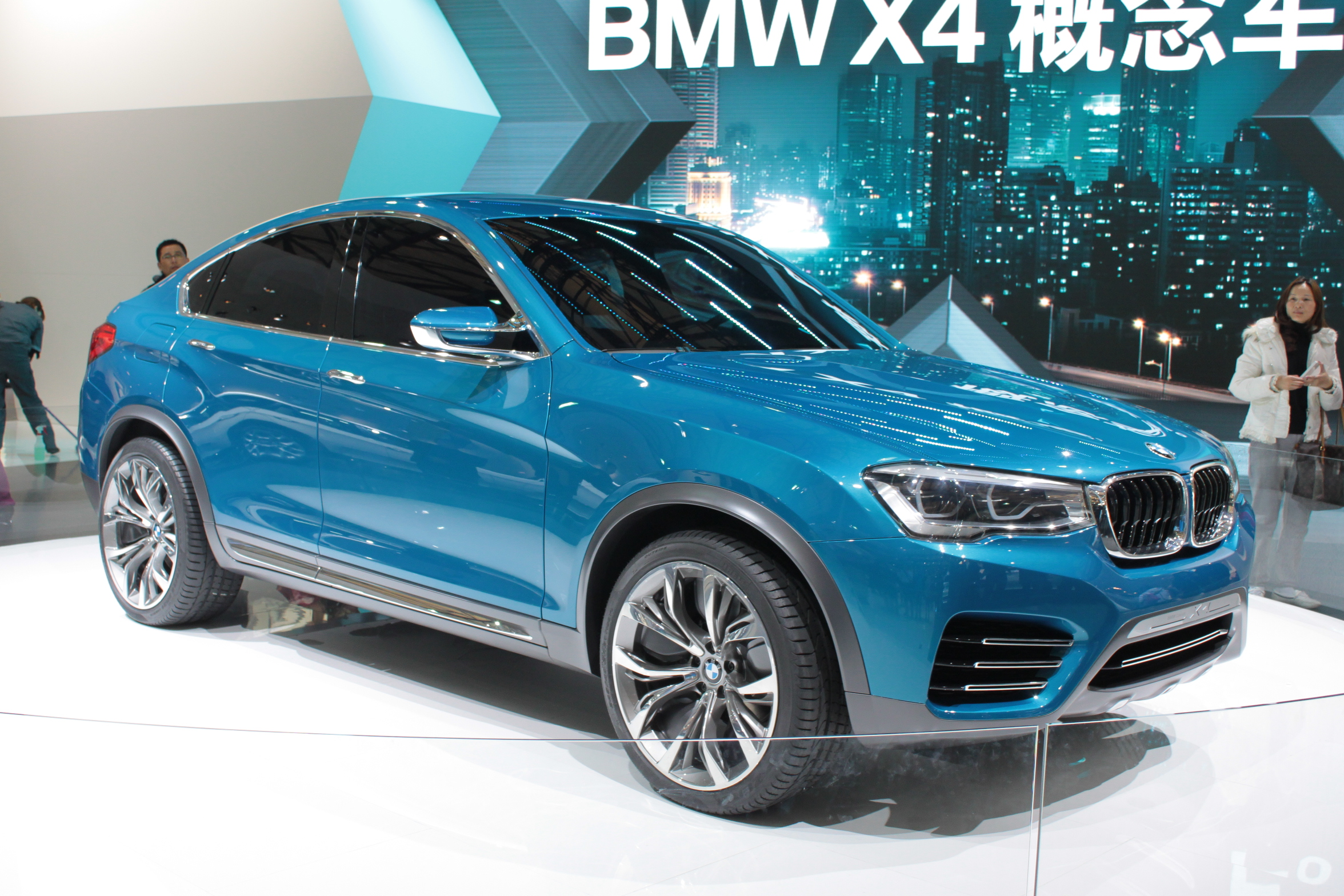
BMW X4 Concept

Inizialmente è stata annunciata dalla BMW nel 2013 come prototipo svelandolo al Shanghai Auto Show Premiere del 2013. Tale prototipo prese il nome di X4 Concept. Si trattava di una concept car che anticipava gli stilemi e la linea della X4 sotto la categoria Sports Activity Coupé (una denominazione commerciale che fu già a suo tempo utilizzata dalla BMW anche in occasione del lancio della X6), caratterizzata da fari completamente a LED che andavano a congiungersi alla griglia superiore a doppio rene, fiancate dalla linea di cintura alta con grandi e profonde nervature e linea del tetto con il già citato padiglione spiovente.
La versione di serie è stata formalmente presentata al salone dell'automobile di New York del 2014 con un lancio ufficiale a partire dalla primavera del 2014.

### BMW X4 F26 (2014-18)
Lanciata nel 2014, è stata la capostipite delle "SUV-Coupé" di fascia medio-alta: la gamma motori ricalcava quasi del tutto quella della contemporanea X3, fatta eccezione per alcune motorizzazioni minori, non incluse nella gamma X4. La carriera commerciale della prima generazione della X4, siglata F26, è stata breve: questo perché è nata in forte ritardo rispetto alla X3 con cui condivideva la base meccanica, lanciata invece già nel 2010. Per questo, quando nel 2017 è stata presentata la nuova generazione della X3, basata invece sulla nuova piattaforma da cui prendeva origine anche la nuova generazione della Serie 5, la X4 F26 rimasta in listino denunciava chiaramente la sua inferiorità tecnica, ragion per cui si decise di non sottoporla neppure al consueto restyling di mezza età e di sostituirla nella primavera del 2018 con un nuovo modello.

### BMW G02 (dal 2018)
La X4 lanciata nel 2018 è stata realizzata condividendo il pianale della nuova X3 introdotta l'anno prima, un pianale che a differenza delle precedenti X3 e della precedente X4, non è più imparentato con la Serie 3, come era consueto fino al quel momento e come la stessa sigla X3 ha sempre suggerito. La base meccanica è infatti quella della Serie 5 G30, presentata alla fine del 2016. L'impostazione della carrozzeria rimane la stessa della precedente X4, mentre la gamma motori prevede un 2 litri a benzina da 184 e 252 CV, più un 2 litri a gasolio da 190 e 231 CV ed un 3 litri, sempre a gasolio, da 326 CV.

### Galleria fotografica
| BMW F26   | BMW G02  |
| --------- | -------- |
|           |          |
|           |          |
| 2014-2018 | dal 2018 |